# 금남초등학교 (세종)
금남초등학교는 대한민국 세종특별자치시가 교육기본법에 따라 설치한 초등학교이다.

## 학교 연혁
- 1920년 9월 1일 금남공립보통학교(4년제 2학급) 개교설립인가 4월 17일
- 1925년 4월 1일 6년제 6학급 개편
- 1938년 4월 1일 금남공립심상소학교로 명칭 변경
- 1941년 4월 1일 금남공립국민학교로 명칭 변경
- 1947년 11월 10일 영대국민학교 분리
- 1949년 9월 30일 감성국민학교 분리
- 1981년 3월 10일 병설유치원 개원
- 1992년 3월 1일 성덕분교장 통합
- 1996년 3월 1일 금남초등학교로 명칭 변경
- 1999년 9월 1일 원남분교장 통합
- 2003년 3월 1일 영대초등학교, 금석초등학교 통합
- 2020년 9월 1일 개교 100주년 기념 행사
- 2021년 1월 8일 제98회 졸업식 (30명 졸업, 총 9,085명)
- 2021년 3월 1일 13학급 인가(특수 1학급 포함)
- 2021년 12월 31일 제99회 졸업식(38명 졸업, 총 9123명)
- 2022년 3월 1일 13학급 인가(특수학급 1학급 포함)

## 참고 자료
- 금남초등학교 - 한국교육학술정보원 학교알리미